# Hoa sương giá

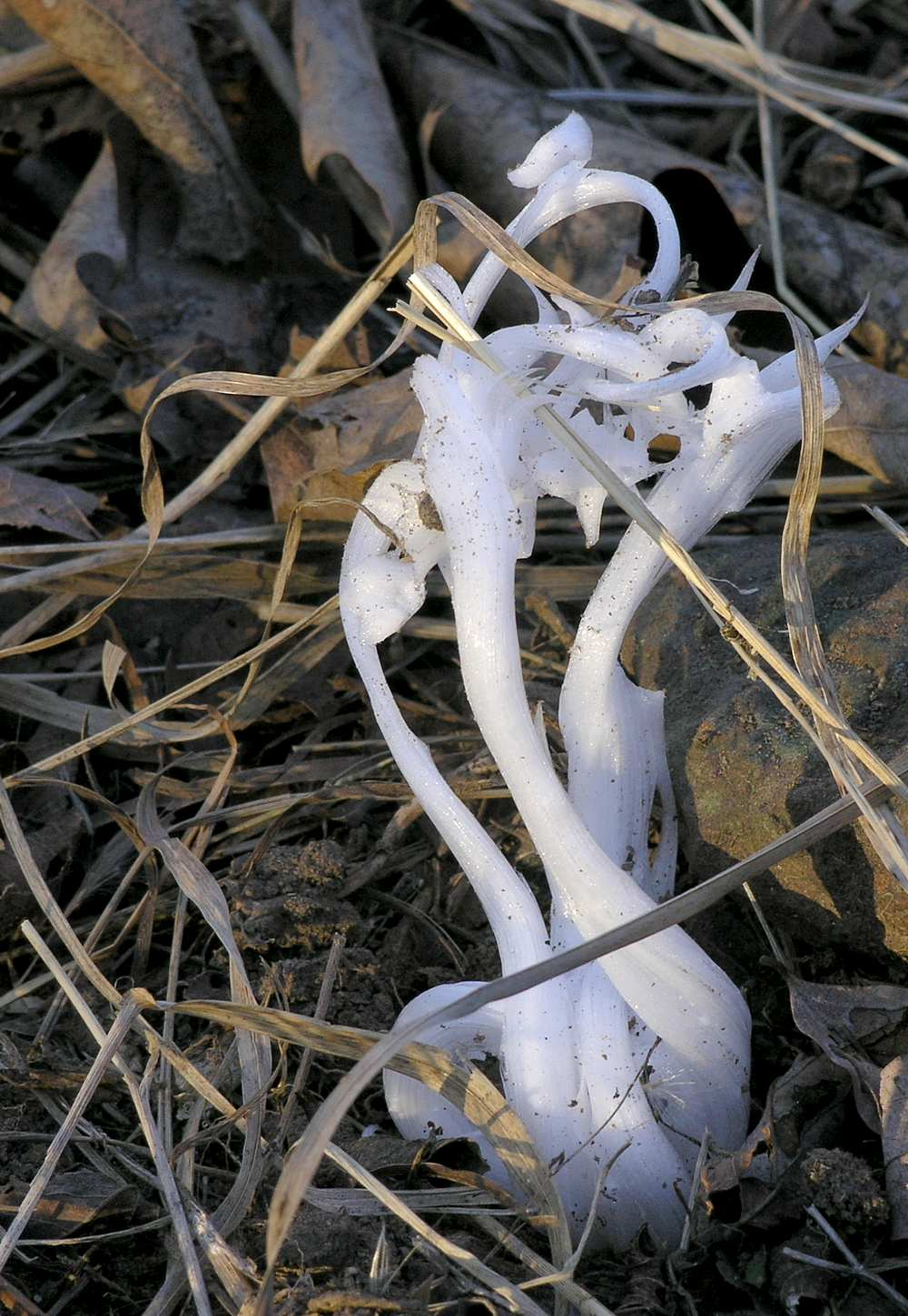
Hoa băng giá ở dãy núi Ozark, Hoa Kỳ

Một bông hoa sương giá được hình thành khi các lớp băng mỏng được đùn ra từ những cây có thân dài vào mùa thu hoặc đầu mùa đông. Các lớp băng mỏng thường được tạo thành các hoa văn tinh tế cuộn tròn thành " cánh hoa " giống như những bông hoa.

## Các loại
Hình thành hoa băng cũng được gọi là mặt băng, lâu đài băng, hoa băng, hoặc tinh thể.
Các loại hoa băng giá bao gồm băng kim, cột sương hoặc cột băng, đùn ra từ lỗ chân lông trong đất, và dải băng, sương thỏ hoặc băng thỏ, đùn ra từ khe nứt tuyến tính trong thân cây. Mặc dù thuật ngữ hoa băng cũng được sử dụng như từ đồng nghĩa với dải băng, nó cũng có thể được sử dụng để mô tả hiện tượng không liên quan của sương muối cửa sổ.

## Sự hình thành
Sự hình thành của hoa băng giá phụ thuộc vào điều kiện thời tiết đóng băng xảy ra khi mặt đất chưa bị đóng băng. Nhựa trong thân cây sẽ nở ra (nước nở ra khi đóng băng), khiến các vết nứt dài, mỏng hình thành dọc theo chiều dài của thân cây. Sau đó, nước được hút qua các vết nứt này thông qua hành động mao dẫn và đóng băng khi tiếp xúc với không khí. Khi có nhiều nước hơn được hút qua các vết nứt, nó sẽ đẩy các lớp băng mỏng ra xa khỏi thân cây, khiến một "cánh hoa" mỏng hình thành.
Những cánh hoa của hoa sương giá rất mỏng manh và sẽ vỡ khi chạm vào. Chúng thường tan chảy hoặc thăng hoa khi tiếp xúc với ánh sáng mặt trời và thường được nhìn thấy vào sáng sớm hoặc trong các khu vực bóng mờ.

Ví dụ về các loại cây thường tạo thành hoa sương là cúc vương miện trắng (Verbesina virginica), thường được gọi là hoa băng, cây sắt vàng (Verbesina alternifolia), và Helianthemum canadense. Chúng cũng đã được quan sát thấy phát triển từ các nhánh cây lá kim rơi và chứa đủ năng lượng thủy lực để loại bỏ vỏ cây. 

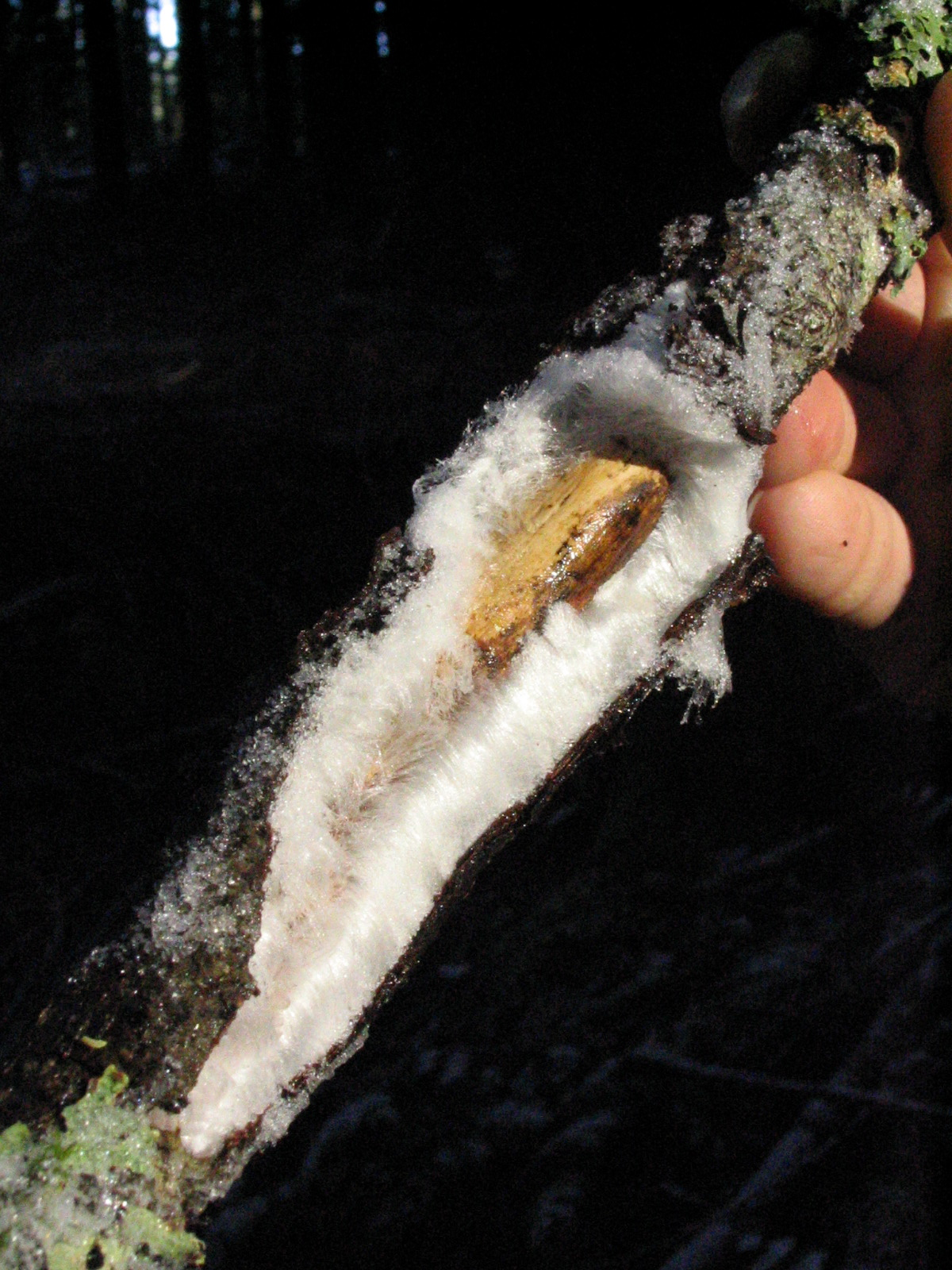
Ví dụ về sức mạnh thủy lực của đóng băng mao quản
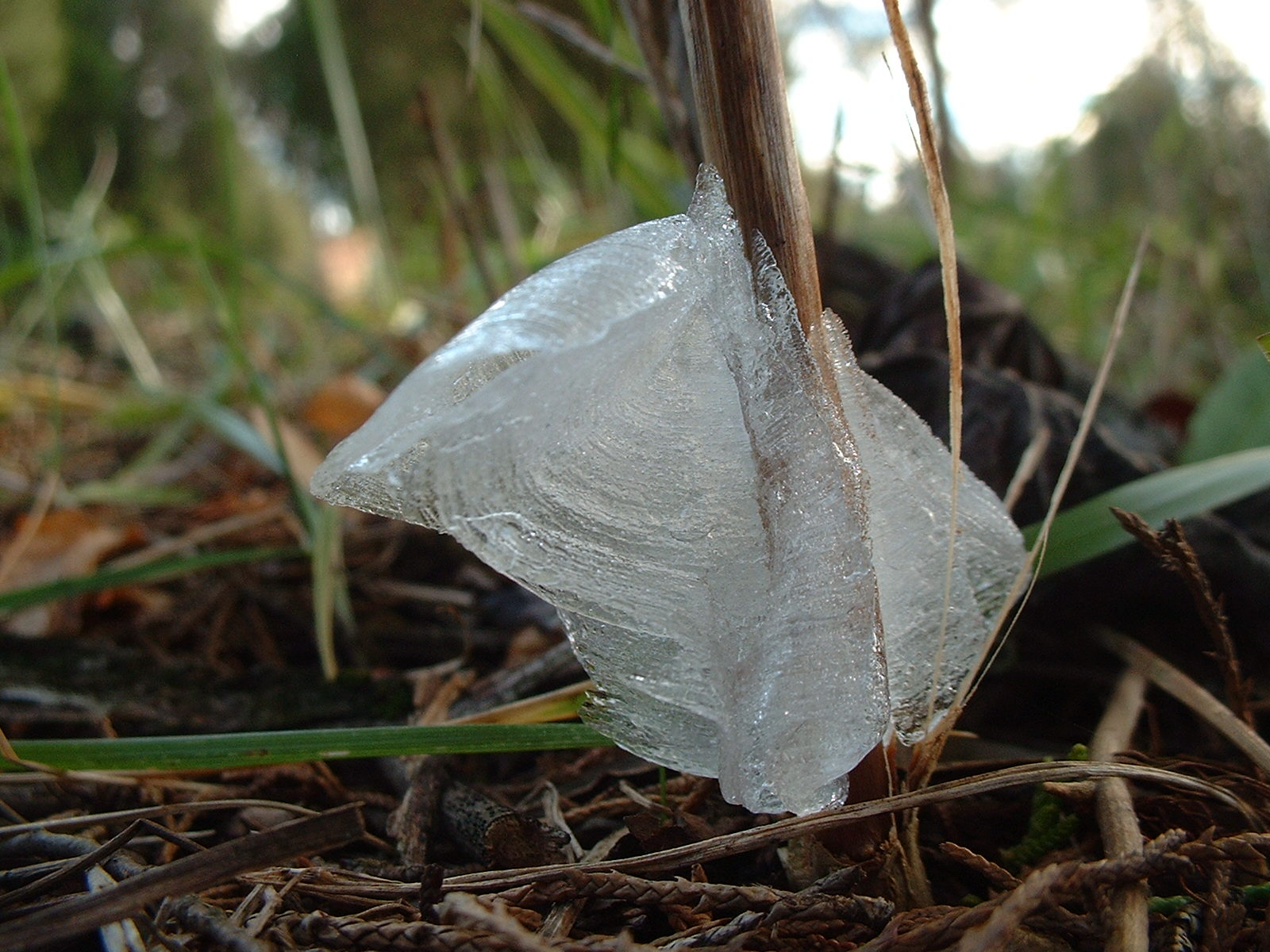
Hoa sương giá chụp gần
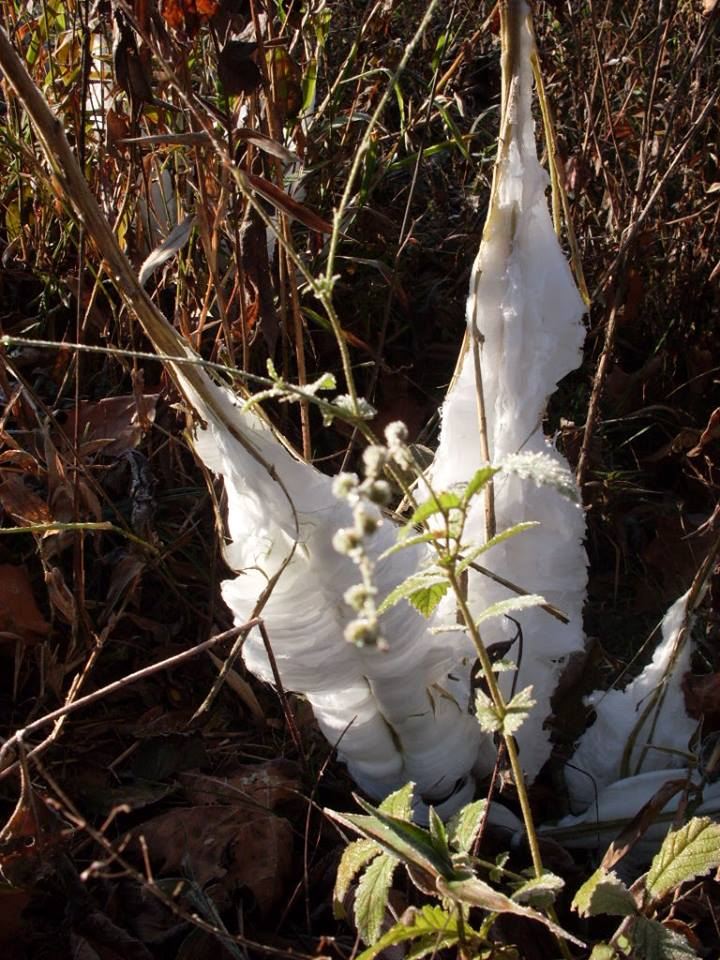
Hoa sương giá trên một thân cây "sắt vàng" ở miền nam Missouri